# Shalom Sebba

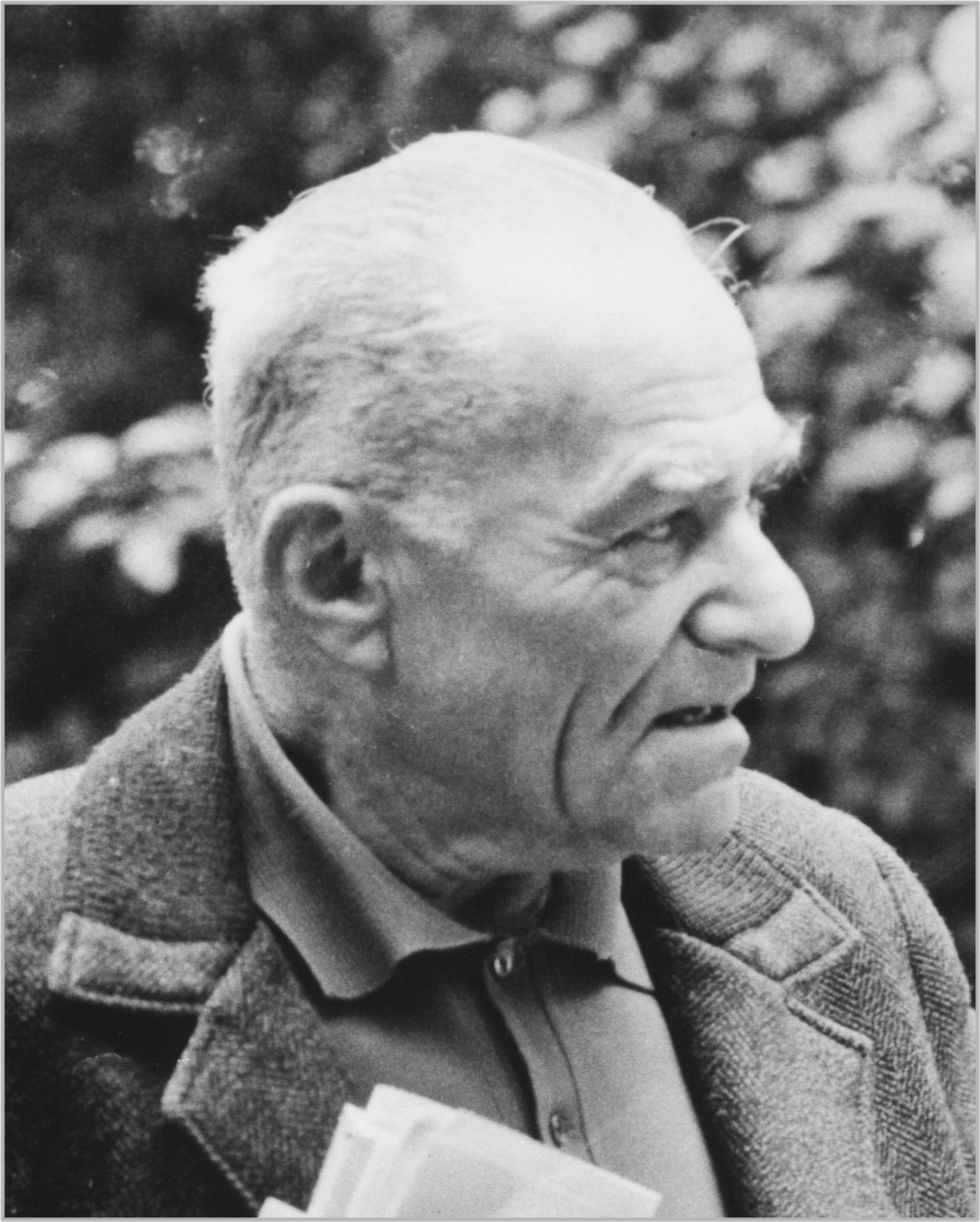
Siegfried Shalom Sebba, ca. 1970

Siegfried „Shalom“ Sebba (hebräisch זיגפריד שלום סֶבָּא; * 14. Januar 1897 in Tilsit; † 12. Februar 1975 in Hofheim am Taunus) war ein deutscher und israelischer Maler, Bildhauer und Bühnenbildner, der das populärste Bild im modernen Israel schuf und der seine letzten Lebensjahre im Künstlerkreis der Hanna Bekker vom Rath in Hofheim am Taunus verbrachte.

## Leben und Werk

### Kindheit und Studium

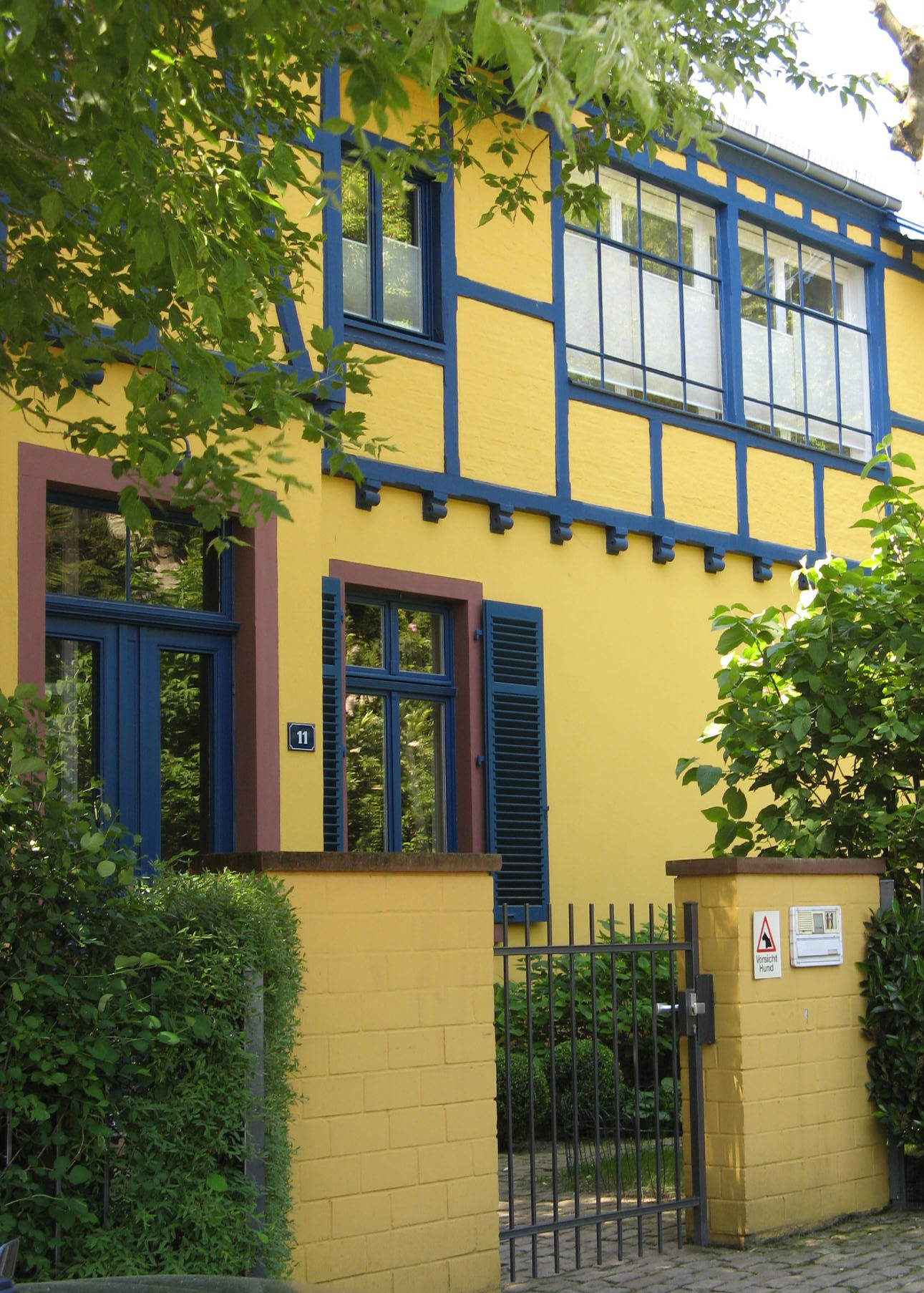
Im Garten des Blauen Hauses von Hanna Bekker vom Rath, Kapellenstraße 11 in Hofheim am Taunus, lebte Sebba von 1968 bis 1975.

Siegfried Sebba wurde als jüngster Sohn des Bankiers Jacob Sebba und seiner Frau Maria, geborene Meisel geboren und besuchte das Humanistische Gymnasium in Königsberg. Im Jahr 1914 legte er das Kriegsabitur ab, meldete sich als Freiwilliger und wurde im Ersten Weltkrieg verwundet. Er immatrikulierte sich 1919 an der Universität Königsberg, um Chemie und Physik zu studieren und wechselte 1920 an die Technische Hochschule in Danzig, wo er Architekturkurse belegte. Anschließend kehrte er nach Königsberg zurück, wo er an der Akademie für Bildende Künste mehrere Semester studierte. Nach seinem Studium führte er ein Leben als freier Künstler. 1923 erschien eine Serie von Memel- und Tilsit-Bildern. Er gab im Eigenverlag Druckgrafiken heraus, unternahm 1924 eine Studienreise zu den Sundainseln und 1925 eine Reise nach Finnland. Im Jahr 1926 nahm Sebba als Zeichner an einer Nubien-Expedition von Leo Frobenius teil und lebte anschließend in verschiedenen Ländern; so verbrachte er beispielsweise das Jahr 1927 an der Ostsee und reiste 1930 nach Paris und Algier. 1932 arbeitete er am Landestheater Darmstadt, wo er an der Inszenierung des Dramas Ödipus von André Gide mitwirkte.

### Emigration und Leben in Israel
Nach der Machtergreifung durch die Nationalsozialisten in Deutschland floh Sebba 1933 aus Berlin nach Basel, wobei er alle Bilder und Graphiken zurücklassen musste. In den Jahren 1934 bis 1935 lebte er als Bühnenbildner in Stockholm und wanderte im Jahr 1936 nach Palästina aus, wo er seinen Lebensunterhalt als Bühnenbildner am Theater in Tel Aviv, als Portraitfotograf, Kunsthandwerker und Gemüsezüchter verdiente. Bei Kupferarbeiten führten eingeatmete Säuredämpfe zu einem Lungenabszess. 1937 erhielt er den 1. Kunstpreis des Bezalel-Museums in Jerusalem.
1937 wurde in der Nazi-Aktion „Entartete Kunst“ seine Druckgrafiken „Marseille“, „Anlagen im Schnee“, „Boxer“, „Frau vor dem Spiegel“ und „Stillleben mit Karpfen“ aus der Städtische Kunstsammlung Gelsenkirchen, dem Provinzial-Museum Hannover, der Kunstsammlungen der Stadt Königsberg und dem Landesmuseum Oldenburg beschlagnahmt und vernichtet.
Ab dem Jahr 1943 widmete er sich wieder intensiv der Malerei und wurde im gleichen Jahr mit einer Ausstellung im Museum von Tel-Aviv geehrt, für die er 63 Werke bereitstellte. Anschließend erhielt er Aufträge für Bühnenbildentwürfe, Entwürfe zu Monumentalfresken und für Glasfenster.
In den Jahren zwischen 1944 und 1945 kehrte er wiederum zur Malerei zurück und entwarf Monumental-Fresken und Mosaiken für öffentliche Gebäude des neuen Israelischen Staats. Er verfasste eine Schrift über gestufte Monochromie, psychologische Wirkung der Farbe und assoziative Symbolwerte. Im Jahr 1947 entstand sein Werk Die Schafschur, das durch das Museum von Tel Aviv angekauft wurde und für das er 1952 den Dizengoff-Preis erhielt. Dieses Bild gilt als das populärste zeitgenössische Bild im modernen Israel.
Zwischen 1947 und 1958 entstanden zahlreiche Entwürfe von Wandbildern und Monumentalfresken zu biblischen Themen, die zum Teil ausgeführt wurden. 1952 reichte er seinen Entwurf für die Glasfenster des Weizmann-Mausoleums ein und wählte das Thema „Die 12 Stämme Israels“. In den Jahren 1955 und 1956 vollendet er zwei Fresken im Technion, der Technischen Universität Israels in Haifa; hieran schloss sich ein Auftrag an, für den Innenhof des Technions in Haifa ein Ziegelmosaik anzufertigen. Seine größte Arbeit schuf er in den Jahren 1956 bis 1958, als er ein 50 m² großes Wandgemälde mit dem Titel Brotherhood – Verbrüderung schuf, das allerdings nicht erhalten ist.
Im Jahr 1961 rückte er zum zweiten Mal durch eine Ausstellung im Museum von Tel Aviv in das Blickfeld der Öffentlichkeit und er publizierte eine Schrift Über die assoziative Kraft der Farben. Zwischen 1960 und 1963 entstanden die von ihm sogenannten „Element-Bilder“, in denen er einzelne Bildgegenstände jeweils einer Farbe zuordnete. Die Gegenstände dieser Bilder, wie beispielsweise Ziegel oder Kupfer, suchte er im Alten Testament, band aber als „ein moderner Mensch“ auch persönliche Utensilien, wie den „Mokka, sein Lebenselexier“, oder „Bett, Brille, Telefon, Kerze und Spiegel“ in die Bilder ein.

### Sebba und Hofheim am Taunus
Im Jahr 1961 unternahm Hanna Bekker vom Rath ihre erste Reise nach Israel, wobei sie Sebba kennenlernte. Anlässlich einer Ausstellungseröffnung mit Werken Sebbas in ihrem Frankfurter Kunstkabinett besuchte der Künstler 1963 erstmals Hofheim. Es folgten weitere Besuche, bis Hanna Bekker Sebba einlud, nach Deutschland zurückzukehren. Im Jahr 1967 heiratet Sebba Henriette, verw. Kaplan. Im gleichen Jahr übersiedelte Sebba nach Deutschland, auch weil seine angegriffene Gesundheit einen ständigen Wohnsitz in Israel nicht mehr zuließ und bezog im Jahr 1968 ein kleines Haus, das Hanna Bekker für ihn in ihrem Garten hatte errichten lassen. Hier lebte und arbeitete Sebba bis zu seinem Tod im Jahr 1975. Ab 1969 arbeitet Sebba vier Jahre lang an Collage-Miniaturen, die sich an Themenkomplexen orientieren: Sie hießen beispielsweise Materie, Nacht, Licht, Kosmos und Dinge.

## Bedeutung der Stadt Hofheim am Taunus
Shalom Sebbas tiefe Zuneigung zu Hofheim am Taunus zeigte sich, als er eine Verbindung zwischen diesem Ort und seinen „späten sonnendurchfluteten Laubbildern“ herstellte und erklärte, Hanna Bekkers Garten wirke auf ihn „wie eine ferne Erinnerung an den Garten Eden“.
Die Stadt Hofheim am Taunus widmete ihrem prominenten Bewohner postum im Jahr 1983 eine Ausstellung mit Gemälden, Zeichnungen und Druckgrafiken, wobei insgesamt 128 seiner Werke gezeigt wurden.

## Werke in öffentlichen Sammlungen
- Tel Aviv Museum of Art, Israel
- Israel-Museum, Jerusalem, Israel
- Kunstmuseum En Charod, Israel
- Kunstmuseum Bar David, Kibbutz Baram, Israel
- Solomon R. Guggenheim Museum, New York
- Städtische Gemäldegalerie, Kassel
- Hessisches Landesmuseum, Darmstadt
- Städelsches Kunstinstitut, Frankfurt am Main
- Stadtmuseum, Hofheim am Taunus
- Frobenius-Institut, Goethe-Universität, Frankfurt am Main
- Tate Gallery, London

## Ausgewählte Einzelausstellungen
- 1945 – Tel Aviv Museum of Art, Israel
- 1955 – Tel Aviv Museum of Art, Israel
- 1961 – Tel Aviv Museum of Art, Israel
- 6. Oktober – 3. November 1963, Oldenburger Kunstverein: Shalom Sebba (parallel ausgestellt: Arbeiten von Louise Stomps)
- 1983, Stadtmuseum Hofheim am Taunus: Werkausstellung Shalom Sebba
- 1994 – Kunstmuseum En Charod, Israel
- 1995 – Israel-Museum, Jerusalem
- 2023 – Tel Aviv Museum of Art, Israel

## Veröffentlichungen
- Heinrich Simon, Siegfried Sebba, Ostdeutsche Monatshefte, Januar 1929, 9. Jahrgang, n. 10, pp. 773–781
- Siegfried Shalom Sebba – Ölbilder 1944–1963. Katalog. Frankfurter Kunstkabinett, Frankfurt am Main 1963
- Karlheinz Gabler: Siegfried Shalom Sebba – Maler und Werkmann. mit Œuvre-Verzeichnis der Druckgrafik. Verlag Thiele und Schwarz, Kassel 1981, ISBN 3-87816-035-6
- Sebba – Ölbilder, Aquarelle, Zeichnungen, Druckgrafik. Katalog. Frankfurter Kunstkabinett, Frankfurt am Main 1981
- Siegfried Shalom Sebba 1897–1975 – Gemälde, Zeichnungen, Druckgraphik. Kassel 1981
- Roswitha Kaiser – Siegfried Shalom Sebba: 1897–1975; Werkausstellung. Katalog. Stadtmuseum Hofheim am Taunus, 1983
- Faszination Fremde, Museum Giersch, Frankfurt am Main, 2013
- Frobenius – Die Kunst des Forschens, Michael Imhof Verlag, 2019
- Galia Bar Or, Siegfried Shalom Sebba: As a Matter of Fact, Tel Aviv Museum of Art, 2023 (Hebraisch\Englisch)